# Robert Griess (Mathematiker)

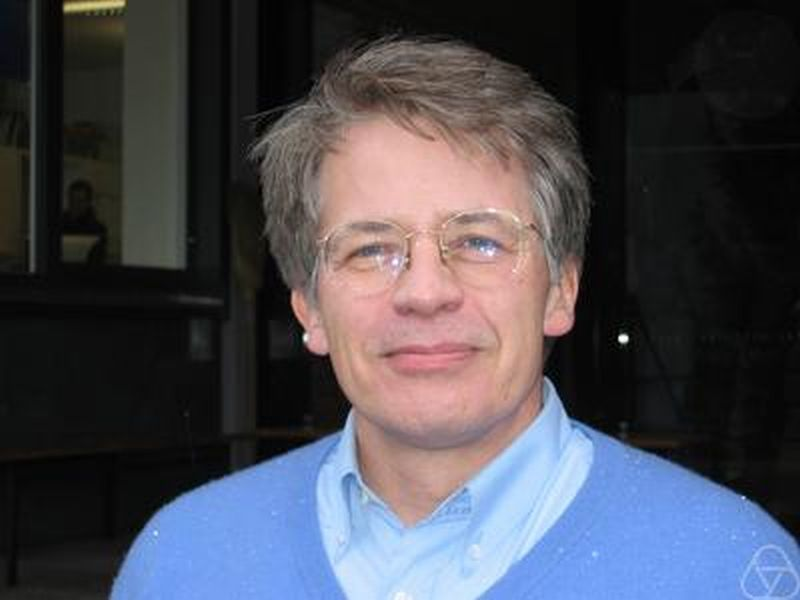
Robert Griess, Oberwolfach 2005

Robert Louis Griess junior (* 10. Oktober 1945 in Savannah, Georgia) ist ein US-amerikanischer Mathematiker, der sich mit der Theorie endlicher Gruppen beschäftigt und einer der Entdecker (mit Bernd Fischer) der „Monster“ genannten endlichen einfachen Gruppe ist.

## Leben und Werk
Griess ging in Pittsburgh zur Schule, studierte an der Universität Chicago (Bachelor 1967, Master 1968) und wurde dort 1971 bei John Griggs Thompson promoviert (Schur multipliers of the known finite simple groups). Ab 1971 war er an der University of Michigan, zuerst als Hildebrandt Instructor, ab 1973 als Assistant Professor, 1976 Associate Professor und 1981 als voller Professor. 1979/80, 1981 und 1994 war er am Institute for Advanced Study. Außerdem war er unter anderem Gastprofessor in Yale, an der Rutgers University, an der University of California, Santa Cruz, an der École normale supérieure (1986/87 als Maître de recherche der CNRS) und an der chinesischen Zhejiang-Universität und der National Cheng Kung University in Taiwan.
1981/82 war er Guggenheim Fellow. Er ist Mitglied der American Academy of Arts and Sciences. 1983 war er Invited Speaker auf dem ICM in Warschau (The sporadic simple groups and construction of the Monster).
Griess ist bekannt für seine Konstruktion des „Monster“ (von ihm auch „Friendly Giant“ genannt), der größten sporadischen einfachen Gruppe als Darstellung in einer Algebra von Matrizen auf einem 196883-dimensionalen Vektorraum über den rationalen Zahlen, der „Griess-Algebra“. Die Existenz des Monsters wurde aus gruppentheoretischen Überlegungen unabhängig von Griess und Bernd Fischer 1973 vermutet, aber erst die explizite Konstruktion lieferte einen Existenzbeweis. Im Rahmen der Konstruktion fanden auch viele weitere (zwanzig) vorher entdeckte sporadische Gruppen ihren Platz, so dass diese auch als eine Art vereinheitlichte Theorie sporadischer einfacher Gruppen aufgefasst werden kann. Die lässt eine Produktstruktur invariant und benutzt das Leech-Gitter. Die Möglichkeit, eine solche Darstellung konstruieren zu können, war Ende 1979, als Griess seine diesbezüglichen Forschungen durchführte, angesichts der hohen Ordnung des Monsters keinesfalls gesichert.
Weiter beteiligte Griess sich an der Klassifikation der endlichen Untergruppen der exzeptionellen Lie-Gruppen und untersuchte Vertex-Operator-Algebren.
2010 erhielt er den Leroy P. Steele Prize. Er ist Fellow der American Mathematical Society und seit 2020 Mitglied der National Academy of Sciences.

## Schriften
- The friendly giant. Inventiones Mathematicae, Bd. 69, 1982, S. 1–102, Online.
- Twelve sporadic groups. Springer 1998.
- The construction of {\displaystyle F_{1}} as automorphisms of a 196.883 dimensional algebra, Proceedings National Academy of Sciences, Bd. 78, 1981, S. 686–691, Online, PDF-Datei